# Urbanus maakt reklame
 Urbanus maakt reklame is het 32ste album uit de Belgische stripreeks De avonturen van Urbanus en verscheen in 1991. Het werd getekend door Willy Linthout en bedacht door Urbanus zelf.

## Verhaal
Een samenstelling van twee reclamestrips in één album.